# Ovidiu Burcă
Ovidiu Burcă (ur. 16 marca 1980) – rumuński piłkarz występujący na pozycji obrońcy.

## Kariera piłkarska
Od 1998 do 2012 roku występował w Emelec, JEF United Ichihara, Ventforet Kofu, Universitatea Krajowa, Dinamo Bukareszt, Progresul Bukareszt, Energie Cottbus, Beijing Guo’an, Politehnica Timișoara i Rapid Bukareszt.